# Grand Prix de Tennis de Lyon 1999 - Qualificazioni doppio
Le qualificazioni del doppio  del Grand Prix de Tennis de Lyon 1999 sono state un torneo di tennis preliminare per accedere alla fase finale della manifestazione. I vincitori dell'ultimo turno sono entrati di diritto nel tabellone principale. In caso di ritiro di uno o più giocatori aventi diritto a questi sono subentrati i lucky loser, ossia i giocatori che hanno perso nell'ultimo turno ma che avevano una classifica più alta rispetto agli altri partecipanti che avevano comunque perso nel turno finale.
Le qualificazioni del doppio del torneo Grand Prix de Tennis de Lyon 1999 prevedevano 4 coppie partecipanti di cui una è entrata nel tabellone principale.

## Teste di serie
1. Marius Barnard /  Sjeng Schalken (Qualificati)

1. Mark Keil /  Chris Woodruff (primo turno)

## Qualificati
1. Marius Barnard  /   Sjeng Schalken

## Tabellone

### Legenda
| - Q = Qualificato - WC = Wild card - LL = Lucky loser | - ALT = Alternate - SE = Special Exempt - PR = Protected Ranking | - w/o = Walkover - r = Ritirato - d = Squalificato |

|  | Primo turno | Primo turno                   | Primo turno                   | Primo turno | Primo turno |  |  | Ultimo turno | Ultimo turno                  | Ultimo turno                  | Ultimo turno | Ultimo turno |  |
|  |             |                               |                               |             |             |  |  |              |                               |                               |              |              |  |
|  | 1           | Marius Barnard Sjeng Schalken | Marius Barnard Sjeng Schalken | 7           | 6           |  |  |              |                               |                               |              |              |  |
|  |             | Hicham Arazi Marc Rosset      | Hicham Arazi Marc Rosset      | 6           | 1           |  |  | 1            | Marius Barnard Sjeng Schalken | Marius Barnard Sjeng Schalken | 6            | 6            |  |
|  |             | Julien Boutter Jerome Hanquez | 6                             | 6           | 6           |  |  |              | Julien Boutter Jerome Hanquez | Julien Boutter Jerome Hanquez | 2            | 3            |  |
|  | 2           | Mark Keil Chris Woodruff      | 4                             | 7           | 3           |  |  |              |                               |                               |              |              |  |